# Egan Bernal
Egan Arley Bernal Gómez (Zipaquirá, 13 gennaio 1997) è un ciclista su strada e mountain biker colombiano che corre per il team Ineos Grenadiers.
Professionista dal 2016 e corridore da corse a tappe, ha caratteristiche di scalatore; in carriera ha vinto il Tour de France 2019, primo vincitore colombiano nella storia, e il Giro d'Italia 2021.

## Carriera

### 2016-2017: il debutto nel professionismo con l'Androni

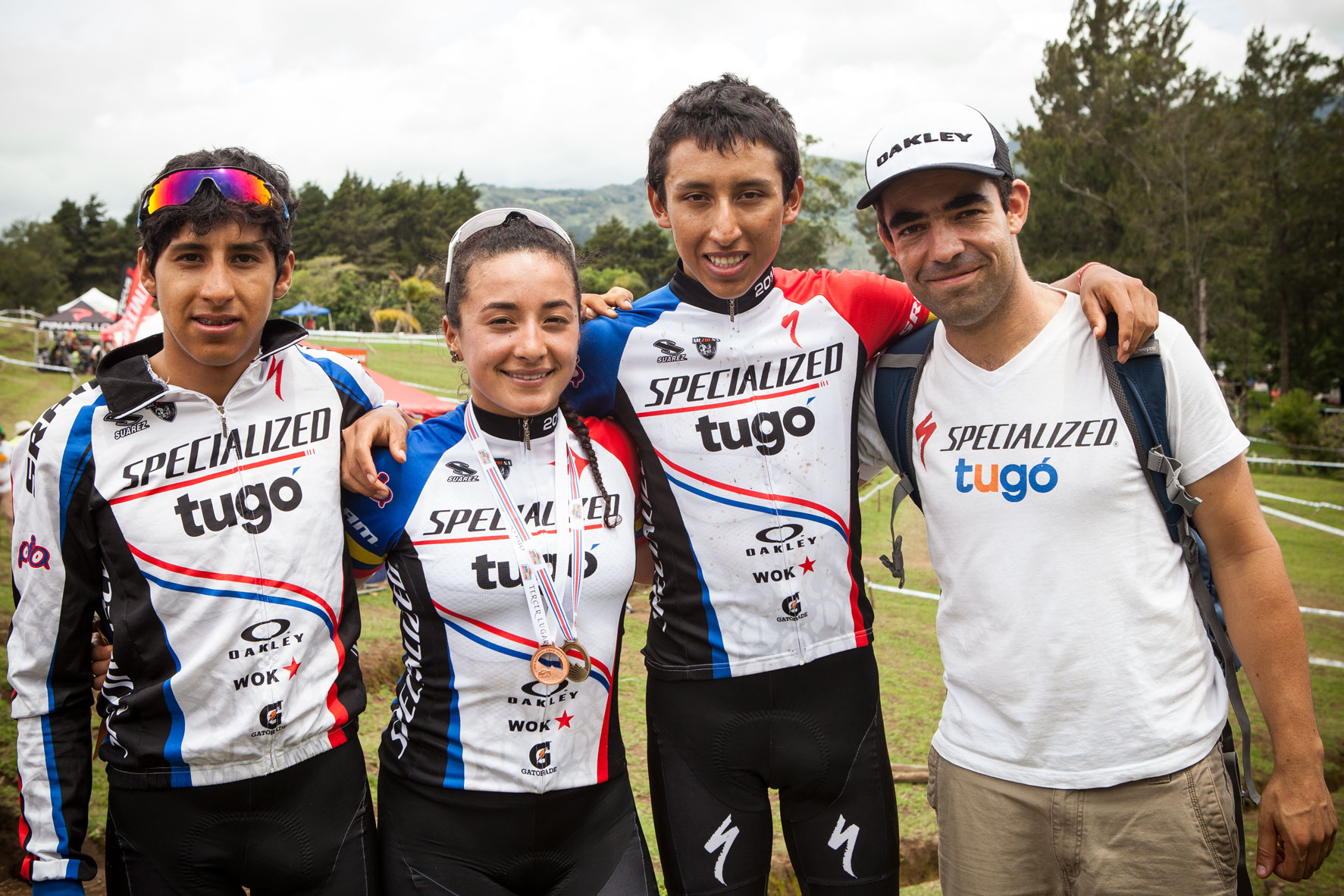
Un diciassettenne Bernal (terzo da sinistra) a una gara di mountain bike in Costa Rica nel 2014

Segnalato da Andrea Bianco, commissario tecnico della nazionale colombiana di mountain bike Bernal firma il suo primo contratto da professionista con Gianni Savio, patron della Androni Giocattoli-Sidermec nella stagione 2016. Si fa notare subito alla Settimana Internazionale di Coppi e Bartali, breve corsa a tappe che conclude al diciassettesimo posto nella classifica finale, aggiudicandosi la maglia di miglior giovane: vince questa speciale classifica anche ai seguenti Giro del Trentino, Tour of Bihor, corsa romena dove fa sua la prima tappa e la classifica finale, e Giro di Slovenia. Sul finire di stagione prende parte al Tour de l'Avenir, una tra le corse più prestigiose in ambito Under-23, piazzandosi nella top 10 in tutte le tappe di montagna e concludendo la corsa al quarto posto della generale, a 2'46" dal vincitore francese David Gaudu.
Nel 2017, dopo essere arrivato nono alla Vuelta a San Juan, dove ha conquistato la maglia di miglior giovane, e settimo al Tour de Langkawi, fa il suo esordio in una gara World Tour alla Tirreno-Adriatico: presentatosi con ambizioni di classifica, conclude la manifestazione al sedicesimo posto finale e secondo nella graduatoria giovani, dietro solo al lussemburghese Bob Jungels. Successivamente fa nuovamente sua la maglia bianca alla Settimana Internazionale di Coppi e Bartali, terminando quarto nella generale a 48" dal francese Lilian Calmejane. Ottiene il primo podio in una corsa in linea al Giro dell'Appennino, classificandosi secondo a 16" dall'italiano Danilo Celano: grazie a tale piazzamento diventa leader provvisorio della Ciclismo Cup. Ad aprile corre tutte le tappe del Tour of the Alps dimostrando una notevole regolarità, finendo nono a 1'02" dal britannico Geraint Thomas e conquistando ancora una maglia di miglior giovane. Ottiene i primi successi della stagione a giugno al Tour de Savoie Mont-Blanc, imponendosi per distacco nella seconda e nella cronometro in salita della quarta tappa nonché nella classifica finale: si aggiudica inoltre la classifica a punti e quella dei giovani. A inizio luglio al Sibiu Cycling Tour arrivano in primi successi da pro: vince gli arrivi in quota della seconda e della terza tappa, facendo sua, oltre alle classifiche giovani e a punti, anche la generale. L'onda del successo prosegue ad agosto al Tour de l'Avenir, dove vince in salita la settima e l'ottava tappa, dominando la classifica finale della corsa a tappe transalpina. Nel finale di stagione ottiene alcuni piazzamenti nelle gare del calendario italiano, tra cui un terzo posto al Memorial Marco Pantani, un quinto al Giro della Toscana, dove vince una nuova classifica giovani, e un tredicesimo al Giro di Lombardia, prima classica monumento disputata in carriera.

### 2018: il passaggio alla Sky

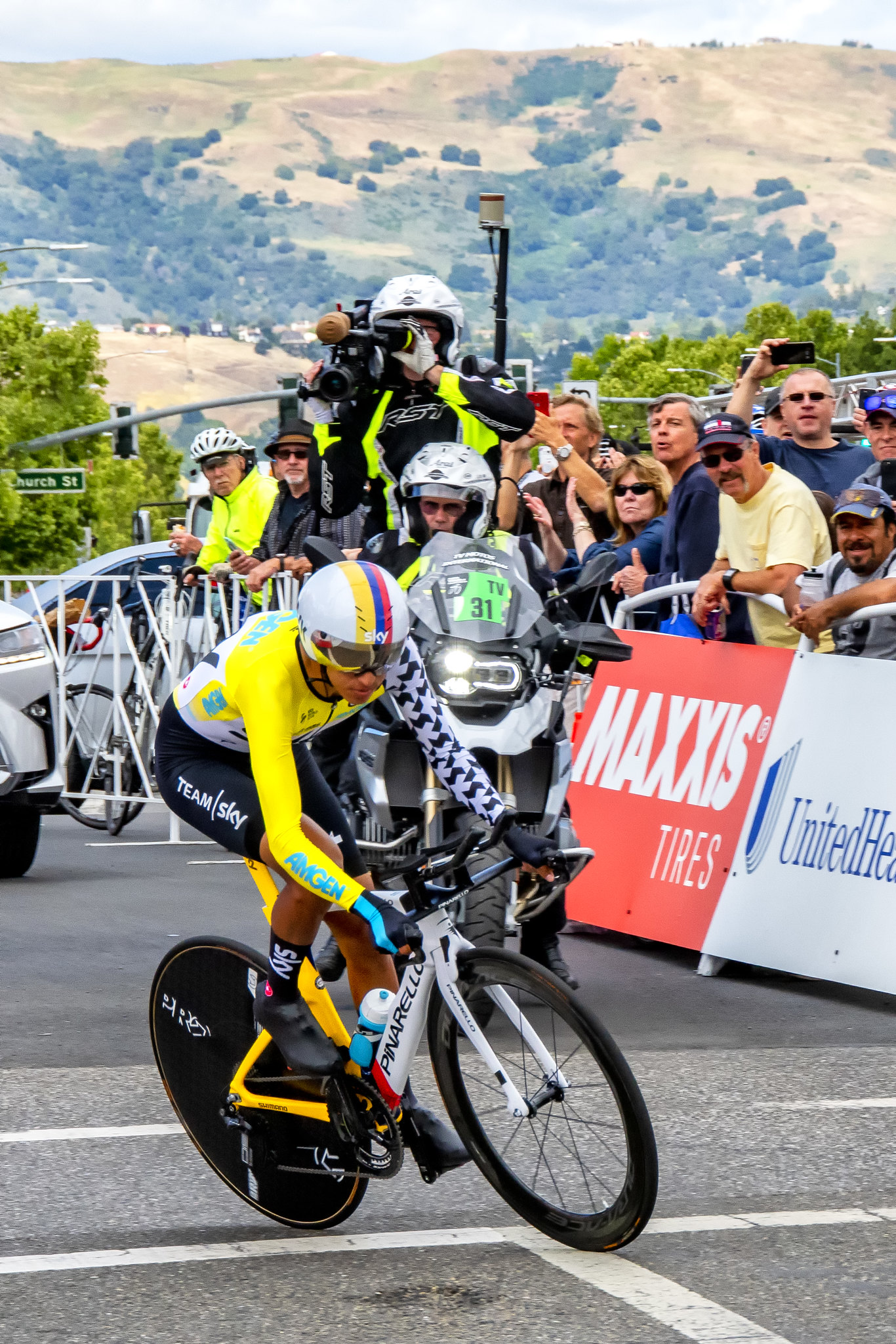
Egan Bernal impegnato durante una cronometro al Tour of California 2018

Trasferitosi al Team Sky, nel 2018 Bernal esordisce già a gennaio al Tour Down Under, concludendolo al sesto posto e conquistando la maglia di miglior giovane. La prima affermazione stagionale arriva il 2 febbraio, con la vittoria del titolo nazionale a cronometro. Pochi giorni più tardi si impone anche nella neonata corsa a tappe Colombia Oro y Paz, conquistando il primato nell'ultima tappa e precedendo sul podio finale i connazionali Nairo Quintana e Rigoberto Urán: oltre alla generale fa sue anche la classifica giovani e quella degli scalatori. 
A fine marzo partecipa alla Volta Ciclista a Catalunya, giungendo secondo alle spalle dello spagnolo Alejandro Valverde nella quarta tappa, l'unica con arrivo in salita, superato dallo stesso in una volata a due; presentatosi al via dell'ultima frazione al secondo posto in classifica generale e primo tra i giovani, è tuttavia costretto al ritiro nel corso dei chilometri conclusivi a causa di una violenta caduta. Rientra in gara un mese più tardi al Giro di Romandia imponendosi nella terza tappa, la cronoscalata di Villars, in quello che rappresenta il suo primo successo in una corsa World Tour; conclude la breve gara a tappe elvetica al secondo posto in classifica generale, soli 8" dietro lo sloveno Primož Roglič, conquistando inoltre la maglia di miglior giovane. Nel mese di maggio prende parte al Tour of California, dove vince nettamente i due arrivi in salita della seconda e della sesta tappa, rispettivamente a Gibraltar Road e a South Lake Tahoe, facendo sua, a soli 21 anni, la sua prima classifica finale di una corsa World Tour con 1'25" sull'americano Tejay van Garderen, il quale gli aveva momentaneamente sfilato la maglia di capoclassifica al termine della lunga cronometro pianeggiante della quarta frazione; anche in questa occasione è sua la classifica giovani.
A luglio è al via del Tour de France in appoggio ai due capitani designati, i britannici Chris Froome e Geraint Thomas. Ultimo uomo dei due nelle tappe di montagna, è spesso di fondamentale supporto nei momenti cruciali della corsa, stupendo gli addetti ai lavori per resistenza e tenuta nelle tre settimane. Manifestatosi di conseguenza come una delle rivelazioni della Grande Boucle, termina la sua prima esperienza in un grande Giro in quindicesima posizione; inoltre, nonostante i problemi fisici e il corposo ritardo accumulati al termine della nona tappa, resa complicata dalla presenza di numerosi tratti di pavé, termina secondo, a 5'39" dal francese Pierre Latour, nella graduatoria del miglior giovane. Il 4 agosto il talentuoso colombiano è tra i corridori che rimangono coinvolti in una rovinosa caduta nei chilometri conclusivi della Clásica San Sebastián: in seguito alle considerevoli conseguenze riportate, è quindi costretto a un periodo di pausa forzata. Rientra alle competizioni poco più di due mesi più tardi, partecipando ad alcune classiche di fine stagione del calendario italiano, dove, tra gli altri, è comunque in grado di cogliere un decimo posto alla Milano-Torino e un dodicesimo al Giro di Lombardia.

### 2019: la vittoria al Tour de France
Terzo ai campionati nazionali a cronometro, Bernal inizia il 2019 a inizio febbraio con un quarto posto al Tour Colombia, mettendosi anche a disposizione del compagno Iván Sosa, poi secondo. La prima vittoria stagionale arriva a marzo, quando conquista la classifica generale della Parigi-Nizza, oltre a quella dei giovani. L'obiettivo principale è però il Giro d'Italia: come preparazione partecipa a fine mese alla Volta Ciclista a Catalunya, terminandola terzo con un secondo posto di tappa. Tuttavia, a pochi giorni dal via della Corsa Rosa, una caduta in allenamento, il cui esito riporta la frattura della clavicola, costringe il colombiano al forfait.

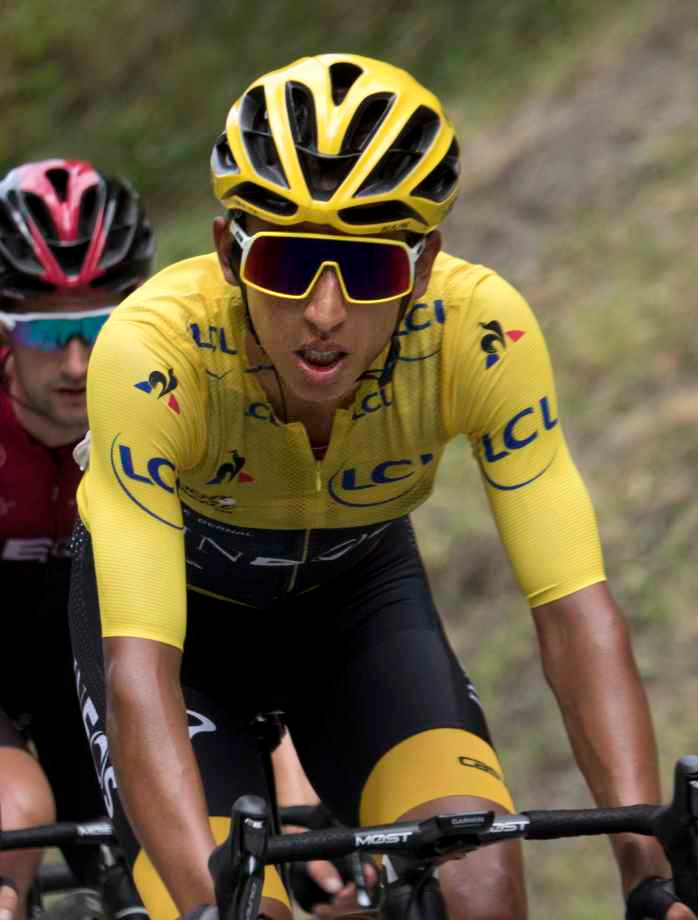
Bernal in azione in maglia gialla al Tour de France 2019

Torna alle competizioni nel mese di giugno al Giro di Svizzera, dove vince la settima tappa sul San Gottardo, primeggiando anche nella classifica finale e in quella di miglior giovane. In virtù dell'ottima condizione palesata è al via del Tour de France, dove spartisce i gradi di capitano con il compagno Thomas, in seguito all'infortunio occorso a Froome durante il Giro del Delfinato.
Nella prima parte di corsa conclude sempre con i migliori, perdendo terreno solamente in occasione della cronometro di Pau della tredicesima frazione, in cui paga 1'22" da Thomas e 1'36" dal vincitore e momentanea maglia gialla Julian Alaphilippe. È però nell'ultima settimana che il giovane colombiano riesce a fare la differenza: nella diciottesima tappa, dopo aver scalato il Vars, l'Izoard e il Galibier, Bernal attacca a pochi km dalla vetta di quest'ultimo, precedendo al termine della discesa che porta a Valloire il gruppetto dei big di 32", risalendo così fino alla seconda posizione della generale, a 1'30" da Alaphilippe. La tappa successiva lo vede sferrare l'attacco decisivo sull'impegnativo Iseran, transitando per primo ai 2770 m della vetta: nella successiva discesa, che avrebbe dovuto anticipare l'arrivo in salita di Tignes, la corsa viene interrotta a causa di una violenta grandinata e di una frana, le quali avevano reso impraticabile un tratto di strada che il gruppo avrebbe dovuto percorrere. 
Al fine della classifica sono quindi stati conteggiati i distacchi registrati in cima all'Iseran: Bernal, essendo scollinato con oltre due minuti di vantaggio su Alaphilippe, conquista così la maglia gialla di leader, la prima in carriera. Nell'ultima breve frazione alpina, con arrivo sulla lunghissima ascesa di Val Thorens, conclude al quarto posto, limitandosi a controllare i diretti avversari; il giorno successivo sugli Champs-Élysées di Parigi conquista il suo primo grande Giro, con 1'11" su Thomas e 1'31" sull'olandese Steven Kruijswijk: oltre alla maglia gialla Bernal fa sua anche la bianca di miglior giovane, diventando a soli 22 anni il terzo ciclista più giovane della storia capace di vincere il Tour, nonché il primo colombiano a riuscirci. L'ultimo obiettivo per la stagione è il Giro di Lombardia: in preparazione a quest'ultimo, partecipa ad alcune corse del calendario italiano, concludendo secondo al Giro della Toscana, nono al Giro dell'Emilia, sesto alla Milano-Torino e vincendo il Gran Piemonte; nella Classica delle foglie morte giunge terzo, preceduto da Bauke Mollema e Alejandro Valverde.
Il 24 gennaio 2022, durante la preparazione pre-stagionale in Colombia durante la quale si stava allenando su una bici da crono, rimane vittima di un grave incidente stradale tamponando un autobus fermo, riportando numerose fratture: è quindi costretto a un lungo stop, dovendo così rinunciare a tutti gli impegni successivi.

### 2023-2024: il ritorno alle corse

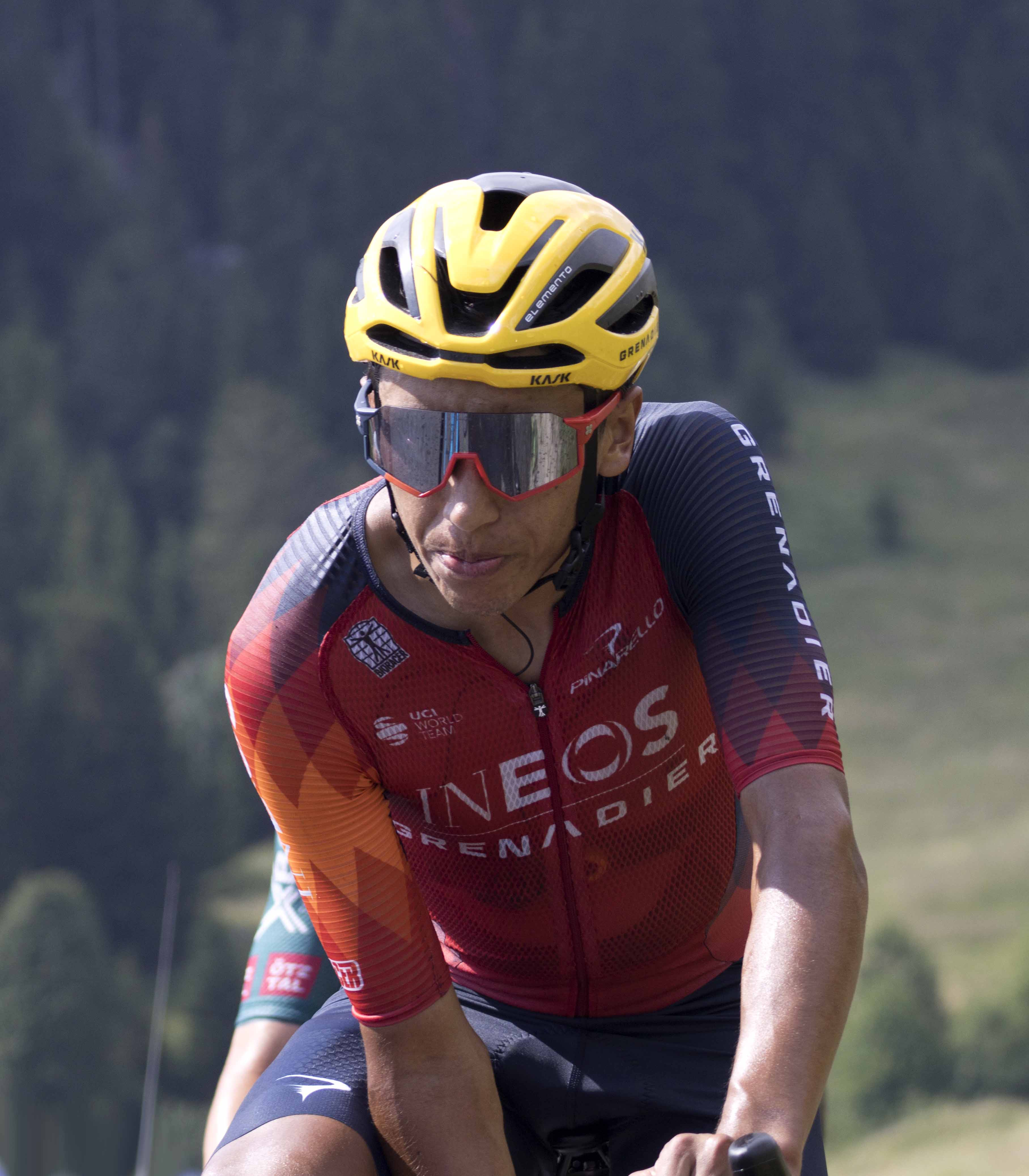
Egan Bernal al Tour de France 2023

Ripresosi dal tremendo infortunio, Bernal riesce a prendere parte ad alcune gare a fine 2022, ma è nel 2023 che prova lentamente a tornare a gareggiare ai massimi livelli. Dopo un avvio difficile, riesce a chiudere in ottava posizione il Giro di Romandia e il Tour de Hongrie, ed è dodicesimo al Giro del Delfinato. Viene così convocato per il Tour de France, cosa che viene vissuta dal colombiano come un primo grande traguardo: conclude la Grande Boucle al trentaseiesimo posto senza particolari acuti, così come la successiva Vuelta a España, dove è cinquantacinquesimo.
Il 2024 si apre a febbraio con un quinto posto al Tour Colombia e un terzo al Gran Camiño, dove ottiene come miglior risultato una seconda piazza nella seconda tappa vinta Jonas Vingegaard, poi trionfatore finale. Anche i mesi successivi proseguono con diversi piazzamenti quali il settimo posto alla Parigi-Nizza, il terzo alla Volta Ciclista a Catalunya, il decimo al Giro di Romandia e il quarto al Giro di Svizzera, senza però mai lottare veramente per il successo. Segue quindi un'altra partecipazione al Tour de France, che chiude però nuovamente senza brillare al ventinovesimo posto finale.

### 2025
La stagione 2025 vede Bernal tornare finalmente alla vittoria: a inizio febbraio conquista, a distanza di pochi giorni, prima il campionato nazionale a cronometro e poi quello in linea, rompendo un digiuno di successi che durava dal maggio 2021. 

## Palmarès

### Strada
- 2016 (Androni Giocattoli-Sidermec)

1ª tappa Tour of Bihor (Oradea > Cabana Padis)
Classifica generale Tour of Bihor
- 2017 (Androni-Sidermec-Bottecchia)

2ª tappa Tour de Savoie Mont-Blanc (Val Cenis > Cluses)
4ª tappa Tour de Savoie Mont-Blanc (Saint-Martin-d'Arc > Valmeinier, cronometro)
Classifica generale Tour de Savoie Mont-Blanc
2ª tappa Sibiu Cycling Tour (Sibiu > Bâlea Lac)
3ª tappa Sibiu Cycling Tour (Sibiu > Păltiniș)
Classifica generale Sibiu Cycling Tour
7ª tappa Tour de l'Avenir (Saint-Gervais Mont Blanc > Hauteluce-Les Saisies)
8ª tappa Tour de l'Avenir (Albertville > Sainte-Foy-Tarentaise)
Classifica generale Tour de l'Avenir
- 2018 (Team Sky, sei vittorie)

Campionati colombiani, Prova a cronometro
Classifica generale Colombia Oro y Paz
3ª tappa Giro di Romandia (Ollon > Villars, cronometro)
2ª tappa Tour of California (Ventura > Gibraltar Road)
6ª tappa Tour of California (Folsom > South Lake Tahoe)
Classifica generale Tour of California
- 2019 (Team Sky/Team Ineos, cinque vittorie)

Classifica generale Parigi-Nizza
7ª tappa Giro di Svizzera (Unterterzen > San Gottardo)
Classifica generale Giro di Svizzera
Classifica generale Tour de France
Gran Piemonte
- 2020 (Team Ineos, due vittorie)

3ª tappa Route d'Occitanie (Saint-Gaudens > Col de Beyrède)
Classifica generale Route d'Occitanie
- 2021 (Ineos Grenadiers, tre vittorie)

9ª tappa Giro d'Italia (Castel di Sangro > Campo Felice)
16ª tappa Giro d'Italia (Sacile > Cortina d'Ampezzo)
Classifica generale Giro d'Italia
- 2025 (Ineos Grenadiers, due vittorie)

Campionati colombiani, Prova a cronometro
Campionati colombiani, Prova in linea

#### Altri successi
- 2016 (Androni Giocattoli-Sidermec)

Classifica giovani Settimana Internazionale di Coppi e Bartali
Classifica giovani Giro del Trentino
Classifica giovani Tour of Bihor
Classifica giovani Giro di Slovenia
- 2017 (Androni-Sidermec-Bottecchia)

Classifica giovani Vuelta a San Juan
Classifica giovani Settimana Internazionale di Coppi e Bartali
Classifica giovani Tour of the Alps
Classifica giovani Tour de Savoie Mont-Blanc
Classifica a punti Tour de Savoie Mont-Blanc
Classifica giovani Sibiu Cycling Tour
Classifica a punti Sibiu Cycling Tour
Classifica giovani Giro della Toscana
Classifica giovani Ciclismo Cup
- 2018 (Team Sky)

Classifica giovani Tour Down Under
Classifica giovani Colombia Oro y Paz
Classifica scalatori Colombia Oro y Paz
Classifica giovani Giro di Romandia
Classifica giovani Tour of California
- 2019 (Team Sky/Team Ineos)

Classifica giovani Parigi-Nizza
Classifica giovani Giro di Svizzera
Classifica giovani Tour de France
Criterium van Roeselare
Acht van Chaam
Criterium van Herentals
- 2020 (Team Ineos)

Classifica giovani Route d'Occitanie
Classifica a punti Route d'Occitanie
- 2021 (Ineos Grenadiers)

Classifica giovani Giro d'Italia

### Mountain bike
- 2015

Bonelli Park (San Dimas), Juniores
Minas Gerais, Juniores
Cartago, Juniores
Campionati panamericani, Cross-country Juniors

## Piazzamenti

### Grandi Giri
- Giro d'Italia

2021: vincitore
2025: 7º
- Tour de France

2018: 15º
2019: vincitore
2020: non partito (17ª tappa)
2023: 36º
2024: 29º
- Vuelta a España

2021: 6º
2023: 55º

### Classiche monumento
- Liegi-Bastogne-Liegi

2024: 21º
- Giro di Lombardia

2017: 13º
2018: 12º
2019: 3º

### Competizioni mondiali
- Campionati del mondo di mountain bike

Hafjell 2014 - Cross country Juniores: 2º
Vallnord 2015 - Cross country Juniores: 3º
Vallnord 2015 - Team Relay: 9º
- UCI World Tour/UCI World Ranking

UCI World Ranking 2016: 439º
UCI World Ranking 2017: 60º
UCI World Tour 2018: 29º
UCI World Ranking 2018: 34º
UCI World Ranking 2019: 4º
UCI World Ranking 2020: 101º
UCI World Ranking 2021: 5º
UCI World Ranking 2022: 2288º
UCI World Ranking 2023: 289º
UCI World Ranking 2024: 63º